# Bamba Dieng
Cheikh Ahmadou Bamba Mbacke Dieng (* 23. März 2000 in Diourbel) ist ein senegalesischer Fußballspieler, der beim FC Lorient unter Vertrag steht und aktuell an den SCO Angers ausgeliehen ist. Außerdem spielt er für die senegalesische Nationalmannschaft.

## Karriere

### Verein
Dieng begann seine fußballerische Karriere bei Diambars de Saly Dourbel. Im Sommer 2020 wurde er an Olympique Marseille nach Frankreich verliehen. Zunächst spielte dort jedoch in der zweiten Mannschaft in der National 2. Für die A-Mannschaft debütierte er am 10. Februar 2021 (3. Runde) bei einem 2:0-Sieg über die AJ Auxerre, als er zudem den 2:0-Endstand erzielte. Am 14. Februar 2021 (25. Spieltag) gab er sein Ligue-1-Debüt, als er bei einem 0:0-Unentschieden gegen Girondins Bordeaux in der 84. Minute für Valère Germain eingewechselt wurde. Für die erste Mannschaft kam er jedoch nicht so oft zum Einsatz, stand bis zum Saisonende jedoch in fünf Ligaspiele auf dem Platz. Nach Ablauf der Leihe wurde die Kaufoption Diengs von 400 Tausend Euro gezogen. Seine ersten beiden Tore gelangen ihm bei einem 2:0-Auswärtssieg gegen die AS Monaco, als er in der Startelf stand und beide Tore erzielte. Seinen ersten Einsatz in der Europa League hatte Dieng am 16. September 2021, als er im Auswärtsspiel gegen Lokomotive Moskau in der Startelf stand, beim 1:1-Unentschieden jedoch ohne Torerfolg blieb. Drei Tage später erzielte der Stürmer sein drittes Saisontor in der Ligue-1 beim 2:0-Sieg seines Vereins gegen Stade Rennes. Es war zugleich das erste Tor Diengs vor heimischem Publikum im Stade Vélodrome.
Nachdem der Spieler bereits im Sommer 2022 mit drei verschiedenen Vereinen über einen Wechsel verhandelt hatte, die aber alle vor Abschluss scheiterten, verließ der Senegalese Marseille im Januar 2023 tatsächlich und schloss sich dem FC Lorient an. In der verbleibenden Rückrunde der Saison 2022/23 kam Dieng auf 15 Einsätze in der Ligue 1. In der darauffolgenden Spielzeit 2023/24 stand er verletzungsbedingt nur 16-mal auf dem Platz, wobei sich seine Einsatzzeiten gegen Saisonende spürbar verringerten. Nach zwei Einsätzen an den ersten beiden Spieltagen der Saison 2024/25 wurde er im August 2024 für ein Jahr an den Ligue-1-Aufsteiger SCO Angers verliehen. Dort absolvierte er – auch aufgrund weiterer kleinerer Verletzungen – 18 Ligaspiele.

### Nationalmannschaft
Dieng debütierte am 9. Oktober 2021 in der WM-Qualifikation nach später Einwechslung gegen Namibia für die senegalesische A-Nationalmannschaft. Nach der Nominierung zum Afrika-Cup 2022 traf er im Achtelfinale bei einem 2:0-Sieg über Kap Verde das erste Mal im Nationaldress. Den Afrika-Cup konnte er mit seiner Mannschaft gewinnen und konnte maßgeblich dazu beitragen, indem er im Elfmeterschießen im Finale gegen Ägypten seinen Elfmeter verwandeln konnte.

## Erfolge
Nationalmannschaft
- Afrika-Cup-Sieger: 2022